# Hrabstwo Hamilton (Tennessee)
Hrabstwo Hamilton (ang. Hamilton County) – hrabstwo w stanie Tennessee w Stanach Zjednoczonych. Obszar całkowity hrabstwa obejmuje powierzchnię 575,72 mil² (1491,11 km²). Według szacunków United States Census Bureau w roku 2009 miało 337 175 mieszkańców.
Hrabstwo powstało w 1819 roku. 

## Miasta
- Chattanooga
- Collegedale
- East Ridge
- Lakesite
- Lookout Mountain
- Red Bank
- Ridgeside
- Signal Mountain
- Soddy-Daisy
- Walden[4]

## CDP
- Apison
- Fairmount
- Falling Water
- Flat Top Mountain
- Harrison
- Middle Valley
- Mowbray Mountain
- Ooltewah
- Sale Creek[4]